# Wawer (organizzazione)

Simbolo della Kotwica

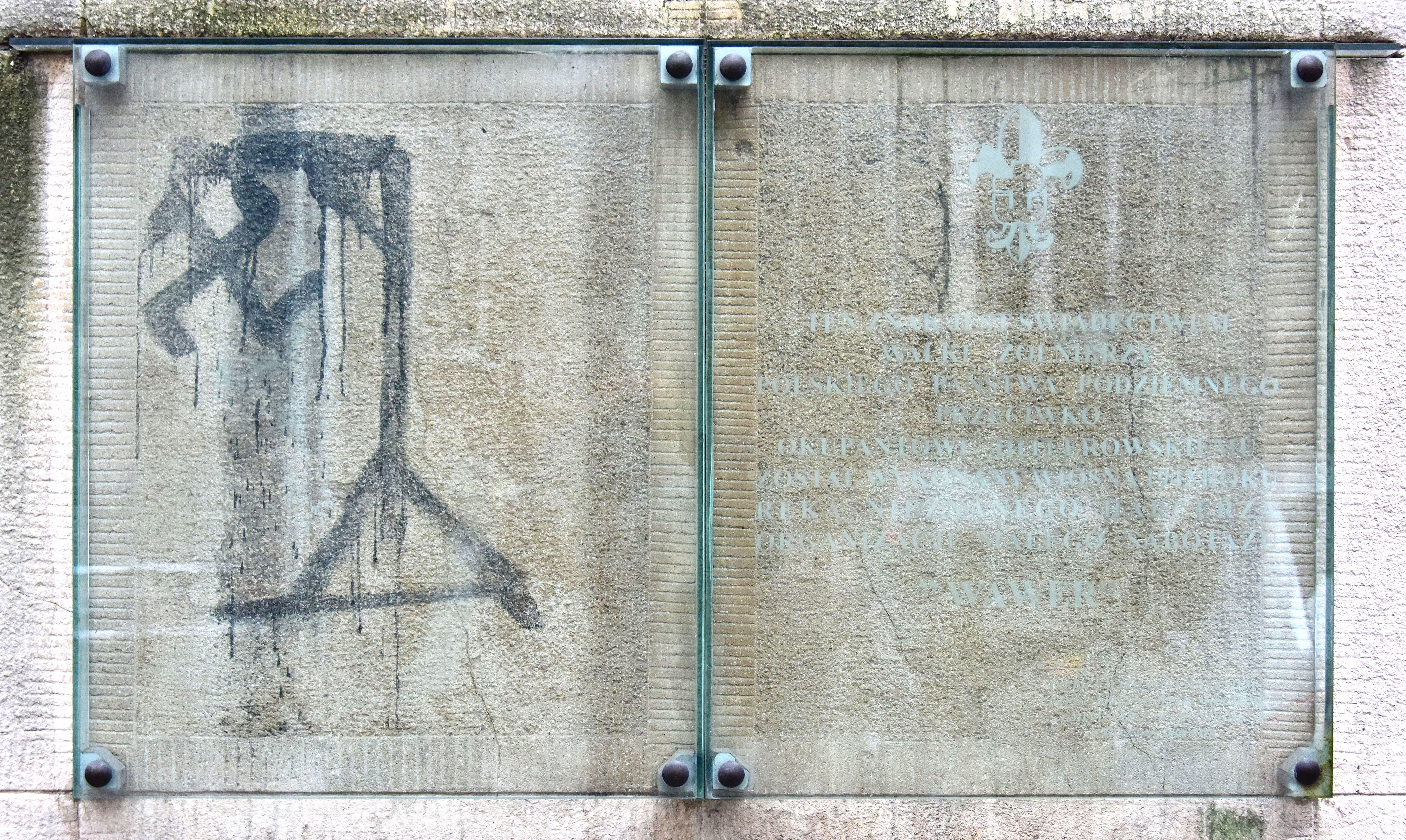
Svastica su forca della seconda guerra mondiale, dipinta da uno dei membri dell'organizzazione "Wawer" in ul. Ligocka a Varsavia, accanto alla targa commemorativa dell'attività dell'organizzazione.

Wawer, "organizzazione di piccolo sabotaggio", era il nome in codice dell'organizzazione giovanile clandestina, basata principalmente sulle strutture sotterranee delle Schiere grigie, fondata da Aleksander Kamiński all'inizio del 1940 a Varsavia, subordinata al Quartier generale delle ZWZ. Il suo scopo era condurre la propaganda antinazista e combattere la propaganda tedesca, utilizzando principalmente tecniche di piccolo sabotaggio. Prese il nome dal massacro commesso dai tedeschi, la notte tra il 26 e il 27 dicembre 1939, contro 107 polacchi a Wawer vicino a Varsavia.

## Attività
Nel 1941 si unì all'organizzazione giovanile clandestina "Palmiry" guidata da Kazimierz Gorzkowski con dei compiti simili. Dopo la fusione, il nome comune divenne "Wawer-Palmiry". L’organizzazione aveva circa 500 membri, di cui quasi la metà erano scout delle Schiere grigie. 
L'organizzazione condusse campagne di propaganda tra cui apporre iscrizioni anti-tedesche, simboli nazionali polacchi, il simbolo della Kotwica, distribuzione di volantini, dipingere le lettere V (vittoria), strappare manifesti e bandiere tedeschi, distruggere vetrine con fotografie di tedeschi in uniforme e rimuovere i simboli nazisti.
Numerose furono anche le azioni volte a molestare la popolazione tedesca e la Volksdeutsche.
L'organizzazione condusse anche campagne di ridenominazione delle strade: i cartelli furono appesi con nuovi nomi anti-tedeschi, per esempio Aleje Jerozolimskie fu ribattezzato Aleje gen. Władysław Sikorski.
Per aver dipinto un numero record di simboli della Kotwica, Tadeusz Zawadzki "Zośka" fu soprannominato "Kotwicki", mentre Aleksy Dawidowski fu soprannominato "Kopernicki" per la rimozione di una targa tedesca dal monumento a Niccolò Copernico situato su Krakowskie Przedmieście.
Le azioni dell’organizzazione includevano la stampa e la distribuzione del "Dodatku Nadzwyczajnego" e del "Nowy Kurier Warszawski”; il supplemento cospirativo conteneva notizie aggiornate sui combattimenti dell'esercito polacco in Occidente. 
Pubblicarono le seguenti riviste: "Brzask", "Wzlot".